# Totenwache
Bei der Totenwache handelt es sich um eine Ehrenbezeugung, die einem Verstorbenen vor der Bestattung zuteilwird. Sie ist ein fester Bestandteil des Totenkultes und ein Mittel der Trauerbewältigung. In Österreich wird die Totenwache meist als Wachten bezeichnet.
Die Totenwache im deutschsprachigen Raum ist meist religiös motiviert und weist regional große Unterschiede auf. Bis Ende des 19. Jahrhunderts – in ländlichen Gegenden zum Teil auch noch länger – war es üblich, die Verstorbenen in den eigenen vier Wänden in feierlicher Form auf dem Totenbett oder im offenen Sarg aufzubahren. Den Verwandten, Bekannten und Freunden wurde so Gelegenheit gegeben, sich persönlich vom Verstorbenen zu verabschieden und gemeinsam mit den Angehörigen für sein Seelenheil zu beten.
Das Zusammentreffen zum gemeinsamen Gebet am Tage wurde aber noch nicht als Totenwache bezeichnet. Totenwache bedeutete vielmehr „Nachtwache bei der Leiche“. Sie wurde meist von Personen gehalten, die in einem besonderen Naheverhältnis zum Verstorbenen standen, und währte die ganze Nacht. Diese „Wachen“ hatten den Charakter eines ungezwungenen Beisammenseins, bei dem die Leistungen des Verstorbenen gewürdigt und Begebenheiten aus seinem Leben erzählt wurden. Es wurden Speisen und Getränke serviert, wobei es zu fortgeschrittener Stunde nicht selten zu Alkoholexzessen mit allen unangenehmen Begleiterscheinungen kam:
„armer freund! der schlaf wäre dir gesünder gewesen, als solch eine todtenwache.“

„schneebleich lag eine leiche und es trank bei ihr der totenwächter unverdrossen.“
Manchmal saßen bis zu dreißig Personen eng zusammengepfercht in der überhitzten Stube, in welcher der Tote aufgebahrt war. Vor allem die sanitären Missstände führten schließlich dazu, dass sich das Abschiednehmen vom Verstorbenen mehr und mehr in die Leichenkapellen und Leichenhallen verlagerte. Der intime Charakter der Totenwache, wie er im 19. Jahrhundert noch selbstverständlich war, ging dadurch verloren.
Heute hat der Begriff der Totenwache insofern eine Bedeutungsänderung erfahren, als jede Form des gemeinsamen Abschiednehmens als Totenwache bezeichnet wird, gleichgültig, ob sie im Beisein eines Priesters in der Kirche oder im privaten Kreis, im Abschiedsraum eines Krankenhauses oder Altersheimes stattfindet.